# Massaker von Elaine
Das Massaker von Elaine, auch als die Rassenunruhen von Elaine (englisch Elaine Race Riot) bekannt, war ein Pogrom an der afroamerikanischen Bevölkerung in Elaine im amerikanischen Bundesstaat Arkansas, das Augenzeugen zufolge an die 200 Todesopfer forderte. Es ereignete sich vom 30. September bis zum 2. Oktober 1919 und bildete den Höhepunkt der Rassenunruhen des „Roten Sommers“. Auslöser war eine Versammlung von Baumwollpflückern und Pachtbauern zum Zwecke einer Gewerkschaftsgründung. Außer rassistischen Motiven auf Seiten der weißen Täter spielte bei der Gewalt auch die damals grassierende Erste Rote Angst vor einem kommunistischen Umsturz in Amerika eine Rolle.

## Vorgeschichte
Im Jahr 1919 vermengten sich in Amerika Konflikte zwischen den „Races“, die während des „Roten Sommers“ von April bis Oktober in 25 Städten und kleineren Ortschaften ausbrachen, darunter Washington, D.C., Chicago, Knoxville, Indianapolis, Omaha und Longview, mit Arbeitskämpfen, die vor dem Hintergrund der Ersten Roten Angst von Wirtschaft und Politik häufig als bolschewistische Aktionen interpretiert wurden. Hinzu kamen afroamerikanische Soldaten, die aus dem Ersten Weltkrieg zurückkehrten und in Frankreich Gleichbehandlung erfahren hatten. In der Heimat erhofften sie nun eine Verbesserung ihrer Lebenssituation. Oft zeigten sie sich nicht mehr bereit dazu, sich so wie vor dem Krieg der rigiden Jim-Crow-Gesetzgebung und Rassentrennung unterzuordnen.

## Ablauf

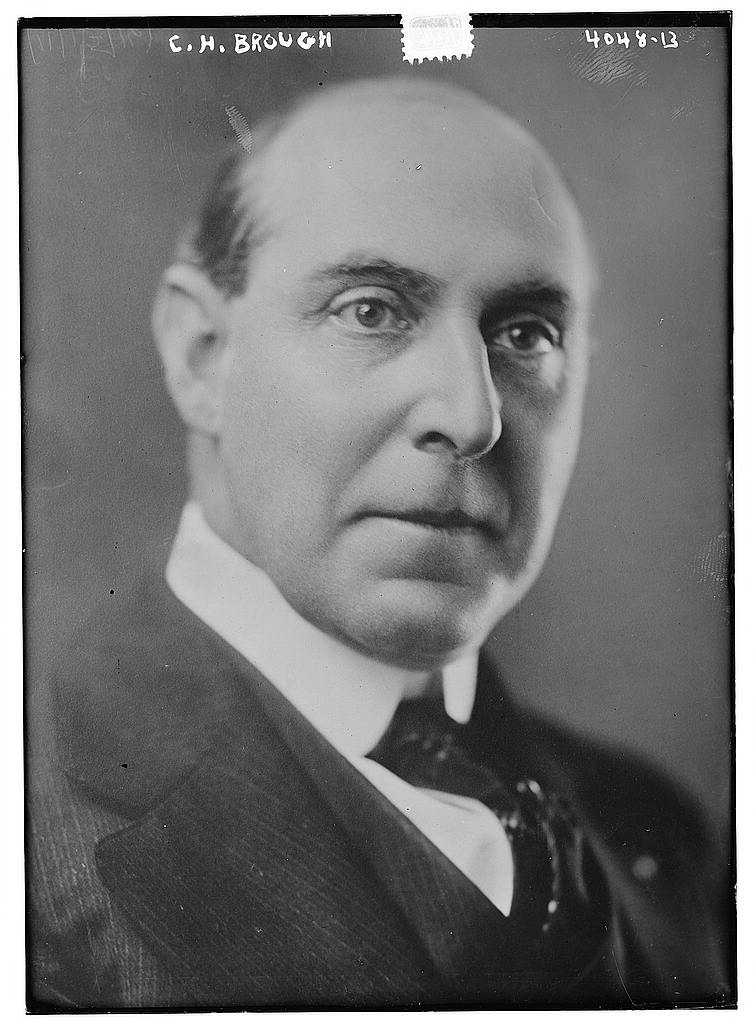
Gouverneur Charles Hillman Brough (1916)

In der Nacht des 30. Septembers versammelten sich an die hundert Baumwollpflücker und Pachtbauern, die sich gewerkschaftlich in der Progressive Farmers and Household Union (PFHUA) organisieren wollten und höhere Löhne von den zumeist weißen Landbesitzern forderten, in einer Kirche im nahe Elaine gelegenen Hoops Spur im Phillips County. Bei einem Schusswechsel zwischen drei Weißen, die mit ihrem Auto vor der Kirche parkten, und afroamerikanischen Sicherheitskräften kam ein Weißer ums Leben und ein anderer, der stellvertretende County-Sheriff Charles Pratt, wurde verwundet. Am Morgen des nächsten Tages entsandte der Sheriff ein Aufgebot nach Elaine, um die Verdächtigen zu verhaften. Obwohl sie nur auf geringen Widerstand stießen, fürchteten sie die Tatsache, dass in dieser Stadt zehnmal so viele Afroamerikaner lebten wie Weiße. So strömten bald Weiße aus den umliegenden Countys und Mississippi in das Phillips County und bildeten schließlich einen gewaltbereiten Mob von 500 bis 1000 Bewaffneten, der Jagd auf afroamerikanische Bürger in Elaine und seiner näheren Umgebung machte. Ihre Motivation war nicht nur eine in Rassismus und White Supremacy begründete Bekämpfung eines vermeintlichen „Aufstands“ der Schwarzen, sondern auch die Erste Rote Angst vor einem kommunistischen Umsturz in Amerika, mit dem die Bildung von Gewerkschaften assoziiert wurde. Noch am gleichen Tag sandte die Countyverwaltung ein Telegramm an Gouverneur Charles Hillman Brough und bat um Entsendung von Streitkräften. Nach Genehmigung durch das Verteidigungsministerium setzte er 500 kampferfahrene Soldaten aus Camp Pike nahe Little Rock in Marsch, die am nächsten Tag Elaine erreichten.
Nachdem das Militär in Begleitung des Gouverneurs eingetroffen war, zerstreute sich der weiße Mob und kehrte in seine Häuser zurück. Noch am Morgen allerdings hatten sie die vier Johnston-Brüder gelyncht, die an der Gewerkschaftsversammlung nicht teilgenommen hatten, sondern von einem Jagdausflug zurückkehrten. Die Soldaten quartierten hunderte Afroamerikaner in behelfsmäßig errichtete Palisadenwerke ein, wo sie befragt wurden und auszuharren hatten, bis ihre weißen Arbeitgeber für sie bürgten. Es gibt Berichte, nach denen sich auch Soldaten aus Camp Pike an dem Massaker beteiligten, was bei ähnlichen Ereignissen in der Vergangenheit schon vorgekommen war. Bereits am 2. Oktober druckte die Memphis Press entsprechende Meldungen. Oberst Isaac Jenks, der Truppenführer in Elaine, räumte die Tötung von zwei Afroamerikanern durch seine Soldaten ein. Der schwarze Gewerkschaftsführer Robert Lee Hill hingegen wurde von Freunden versteckt und floh später nach Kansas. Die Gewalt endete erst am 3. Oktober komplett, als die Streitkräfte einen Patrouillendienst eingerichtet hatten. Von offizieller Seite wurde gemeldet, dass bei der Rassenunruhe mindestens 25 Afroamerikaner und 5 Weiße ums Leben gekommen waren. Laut Überzeugung vieler Beobachter lag die Opferzahl mit bis zu 200 Toten deutlich höher.
Die juristische Aufarbeitung dieses Ereignisses war durch die rassistischen Machtstrukturen der Südstaaten geprägt. Im County wurde noch am 2. Oktober eine siebenköpfige Untersuchungskommission gebildet, die ausschließlich aus weißen Großgrundbesitzern, Geschäftsleuten und Amtsträgern bestand. Das Gremium fand die Anerkennung des vor Ort weilenden Gouverneurs und musste dafür Brough zusichern, dass es eine Ausweitung der Lynchmorde auf Helena verhinderte. Danach kehrte er nach Little Rock zurück und verkündete auf einer Pressekonferenz, dass die Lage unter Kontrolle und dank des Einsatzes der weißen Bevölkerung des Countys von der Menge keine Gewalt mehr ausgegangen sei. Währenddessen wurden 285 Afroamerikaner aus dem Palisadenwerk in das Gefängnis in Helena verbracht, das nur für 48 Insassen Platz bot. Von diesem Zeitpunkt an existierten zwei Versionen des Geschehens in Elaine. Während die siebenköpfige Untersuchungskommission die Gewalt einem afroamerikanischen Aufstand gegen die Weißen zuschrieb, bestritt die National Association for the Advancement of Colored People (NAACP), die einen eigenen Experten zur Analyse vor Ort entsandt hatte, diese Beschreibung des Geschehens, insbesondere, dass es einen gewaltsamen Umsturzversuch gegeben habe. Die bekannte Journalistin Ida Bell Wells führte insgeheim mehrere Interviews mit afroamerikanischen Häftlingen in Helena durch, auf deren Grundlage sie ein das Massaker thematisierendes Flugblatt anfertigte.
Gegen 122 der inhaftierten Afroamerikaner wurde am 31. Oktober 1919 vor dem County-Gericht durch die siebenköpfige Untersuchungskommission Anklage im Zusammenhang mit der Rassenunruhe erhoben. Die Anklagepunkte reichten von Mord bis zu Night Riding, ein Anti-Terror-Gesetz, das sich ursprünglich gegen nächtliche Überfälle von Maskierten auf Kleinbauern richtete und historisch in den nach diesem Muster erfolgenden Aktionen des Ku Klux Klans gründete. Als Verteidiger wurden den ersten zwölf Angeklagten durch Bezirksrichter J. M. Jackson weiße Anwälte aus Helena zugewiesen. Einer dieser Anwälte räumte im Prozess ein, mit seinen Mandanten überhaupt nicht gesprochen zu haben. Die Verteidigung stellte weder den Verhandlungsort noch die Auswahl der Geschworenen in Frage. Die zwölf Angeklagten wurden am 5. November schuldig gesprochen und zum Tode auf dem elektrischen Stuhl verurteilt. Daraufhin suchten 65 der restlichen Angeklagten ein Plea Bargain, wobei sie Gefängnisstrafen von bis zu 25 Jahren für Second Degree Murder akzeptierten.

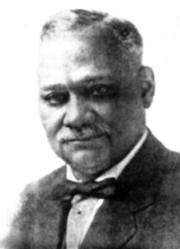
Scipio Africanus Jones (circa 1907)

Die NAACP kämpfte derweil unter Führung des Anwalts und Politikers Scipio Africanus Jones und von Edgar L. McHaney gegen die Todesurteile an. Zur Unterstützung der „Zwölf von Elaine“ sammelte Jones Geld in der afroamerikanischen Gemeinde von Little Rock. Zur Verteidigung engagierte die NAACP den 79-jährigen George C. Murphy, einen ehemaligen Gouverneurskandidaten, der im Sezessionskrieg in der Confederate States Army gedient hatte. Trotz seines hohen Alters galt Murphy als einer der besten Prozessanwälte im Bundesstaat. Diese Helfer suchten die Todesstrafe dadurch abzuwenden, dass sie wegen Verfahrensfehlern Berufung gegen das Urteil des Bezirksgerichts einlegten und vor den Arkansas Supreme Court zogen. Sobald die Lage sich beruhigt hatte, ordnete Rough an, die Hinrichtungen auszusetzen, um ein Berufungsverfahren zu ermöglichen. Der folgende Rechtsstreit dauerte fünf Jahre. Für sechs Angeklagte, die Ware defendants, erreichten die NAACP und Murphy einen neuen, am 3. Mai 1920 beginnenden Prozess, da sie dem Bezirksgericht des Phillips Countys einen Verfahrensfehler nachweisen konnten. Während des wieder aufgerollten Prozesses in Helena erkrankte Murphy so schwer, dass ihn Jones in der Verteidigungsführung ablösen musste. Die weiße Bevölkerung war dem schwarzen Anwalt gegenüber so feindlich eingestellt, dass er um sein Leben fürchtete und jede Nacht in einer anderen Unterkunft verbrachte. Am Ende bestätigte das Bezirksgericht im Mai 1920 die Urteile des ersten Prozesses und die Angelegenheit landete wieder vor dem Arkansas Supreme Court, der im Dezember 1920 die Urteile erneut widerrief. Dieser entließ die Gefangenen nach Fristablauf im April 1923, als der Staat Arkansas keine Absicht zeigte, sie wieder vor Gericht zu bringen.
Die erstinstanzlichen Urteile gegen die sechs anderen „Zwölf von Elaine“, die Moore defendants, wurden bestätigt. Hier erreichten die NAACP und ihre Helfer eine Anhörung vor dem Obersten Gerichtshof der Vereinigten Staaten. In dem Fall Moore v. Dempsey urteilte der Supreme Court im Februar 1923, dass der Prozess vor dem County-Gericht eine „Maskerade“ gewesen sei und der Staat Arkansas den Angeklagten ihr verfassungsmäßiges Recht auf eine Revision vorenthalten habe. Statt einen neuen Prozess vor einem Bundesgericht anzustrengen, trat Jones in Verhandlungen zur Freilassung der More defendants ein. Er erreichte im März 1923, dass sie im Gegenzug zu einem Schuldbekenntnis für Second Degree Murder fünf Jahre nach ihrer Inhaftierung freigelassen wurden. Dies geschah am 14. Januar 1925, als Gouverneur Thomas McRae ihnen unbeschränkten Hafturlaub gewährte.
Obwohl einige Bürger des Phillips County selbst heute noch das Vorgehen der Weißen in Elaine 1919 als gerechtfertigt ansehen, weil es Schlimmeres verhindert habe, sehen die meisten modernen Historiker in diesem Ereignis ein durch nichts zu rechtfertigendes Massaker, dessen genaue Opferzahl ungeklärt bleibt. Kontroverser wird die Rolle des Militärs am 2. Oktober 1919 und seine mögliche Verstrickung in die Lynchmorde diskutiert. Das Massaker von Elaine belastet bis heute die Beziehungen zwischen Weißen und Afroamerikanern in diesem Teil von Arkansas. Am 29. September 2019, einen Tag, bevor der Beginn des Massakers sich zum hundertsten Mal jährte, wurde im Zentrum von Helena-West Helena ein Mahnmal für die damaligen Opfer errichtet. Am 5. November 2019 erhielten die „Zwölf von Elaine“ Gedenktafeln auf dem Arkansas Civil Rights Heritage Trail („Pfad der Bürgerrechte in Arkansas“) in Little Rock.